# Марэр, Чайвонисо
Чайвони́со Марэ́р (англ. Chiwoniso Maraire; 5 марта 1976, Олимпия, Вашингтон — 24 июля 2013, Читунгвиза) — американо-зимбабвийская певица и автор песен.

## Биография и карьера
Чайвонисо Марэр родилась 5 марта 1976 года в Олимпии (штат Вашингтон, США). Она была дочерью покойного известного зимбабвийского игрока на калимбе и учителя Думисани Марэра. Она провела первые семь лет своей жизни вдали от Зимбабве, а её отец перевез семью в штат Вашингтон в США в 1970 году, чтобы получить диплом по этномузыковедению.
Чайвонисо начала музыкальную карьеру в 1995 году и в том же году она выпустила свой дебютный студийный альбом — «Ancient Voices». Затем Марэр выпустила ещё четыре альбома: «Timeless» (2004), «Hupenyu Kumusha, Life at Home, Impilo Ekhaya. The Collaboration: Volume 1.» (2006), «Rebel Woman» (2008) и «Listen To The Banned» (2010). Также Чайвонисо была известна как игрок на калимбе и сотрудничеством с многими артистами.
До 2002 года Чайвонисо была замужем за музыкантом Энди Брауном (ум. в 2012). У супругов было две дочери — Ченгето (род. в 1990-х годах) и Чидза Браун (2000—12.09.2015).
37-летняя Чайвонисо умерла от пневмонии 24 июля 2013 года в «South Medical Centre» (Читунгвиза, Зимбабве), куда она обратилась десятью днями ранее с болями в груди. Через 2 года после смерти Марэр, 12 сентября 2015 года, её младшая 15-летняя дочь Чидза покончила с собой.

## Дискография
- Ancient Voices (2001)
- Timeless (2004)
- Hupenyu Kumusha, Life at Home, Impilo Ekhaya. The Collaboration: Volume 1. (2006)
- Rebel Woman (2008)

Сборники
- Listen To The Banned (2010)